# Tmesipteris
Tmesipteris, rod metličastih paprati raširen po Australiji, Novom Zelandu, Filipinima, Novoj Gvineji i nekim zaoadnopacifičkim otocima.
Pripada mu 16 vrsta

## Vrste
1. Tmesipteris elongata P.A.Dang.
2. Tmesipteris gracilis Chinnock
3. Tmesipteris horomaka Perrie, Brownsey & Lovis
4. Tmesipteris lanceolata P.A.Dang.
5. Tmesipteris norfolkensis P. S. Green
6. Tmesipteris obliqua R. J. Chinnock
7. Tmesipteris oblongifolia A. F. Braithw.
8. Tmesipteris ovata Wakef.
9. Tmesipteris parva Wakef.
10. Tmesipteris sigmatifolia Chinnock
11. Tmesipteris solomonensis Braithwaite
12. Tmesipteris tannensis (Spreng.) Bernh.
13. Tmesipteris truncata (R. Br.) Desv.
14. Tmesipteris vanuatensis A. F. Braithw.
15. Tmesipteris vieillardii P.A.Dang.
16. Tmesipteris zamorarum Gruezo & V. B. Amoroso